# کاتارزینا کیدرزینک
کاتارزینا کیدرزینک (انگلیسی: Katarzyna Kiedrzynek؛ زادهٔ ۱۹ مارس ۱۹۹۱) بازیکن فوتبال اهل لهستان است.
از باشگاه‌هایی که در آن بازی کرده‌است می‌توان به باشگاه فوتبال پاری سن-ژرمن و باشگاه فوتبال زنان پاری سن ژرمن اشاره کرد.
وی همچنین در تیم ملی فوتبال زنان لهستان بازی کرده‌است.